# 卢瓦尔莱马赖
卢瓦尔莱马赖（法語：Loire-les-Marais，法語發音：[lwaʁ le maʁɛ]）是法国滨海夏朗德省的一个市镇，位于该省西部偏北，属于罗什福尔区。

## 地理
卢瓦尔莱马赖（45°59'36"N, 0°55'51"W）面积12.46 平方千米，位于法国新阿基坦大区滨海夏朗德省，该省份为法国西部滨海省份，北起旺代省，西临大西洋，南至吉倫特省，东南接多爾多涅省，东北接德塞夫勒省接壤，东临夏朗德省。
与卢瓦尔莱马赖接壤的市镇（或旧市镇、城区）包括：布勒伊马涅、锡雷多尼斯、米龙、羅什福爾、托奈夏朗德。

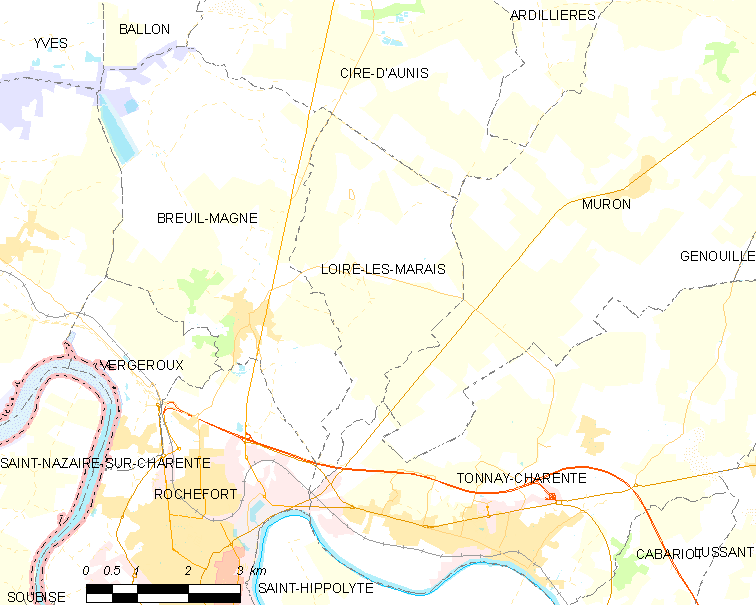
卢瓦尔莱马赖的OSM定位图

卢瓦尔莱马赖的时区为UTC+01:00、UTC+02:00（夏令时）。

## 行政
卢瓦尔莱马赖的邮政编码为17870，INSEE市镇编码为17205。

## 政治
卢瓦尔莱马赖所属的省级选区为托奈夏朗德县。

## 人口

1962-2008年间卢瓦尔莱马赖人口变化图示

卢瓦尔莱马赖于2022年1月1日时的人口数量为382人。